# Estación Alta Gracia
Alta Gracia es una estación ferroviaria ubicada en la localidad de Alta Gracia en el departamento Santa María (Córdoba), Provincia de Córdoba, Argentina.

## Servicios
La estación corresponde al Ferrocarril General Bartolomé Mitre de la red ferroviaria argentina. No presta servicios de pasajeros. Sus vías e instalaciones están concesionadas a la empresa de cargas Nuevo Central Argentino.